# (21287) 1996 UU3
1996 يو يو 3 (ويعرف أيضًا باسم (21287) 1996 يو يو 3 وفق تسمية الكوكب الصغير) (بالإنجليزية: 1996 UU3)‏ هو كويكب ضمن حزام الكويكبات؛ وترتيبه 21287 من حيث الاكتشاف.
اكتُشف هذا الجُرم الفلكي بواسطة Antonio Vagnozzi ‏ في 31 أكتوبر 1996.

## وصلات خارجية
- (21287) 1996 UU3 في قاعدة بيانات مختبر الدفع النفاث لأجرام النظام الشمسي الصغيرة

- الاكتشاف · مخطط المدار ·  العناصر المدارية · المعلمات المادية

- (21287) 1996 UU3 على موقع ويكي سكاي: DSS2, SDSS, GALEX, IRAS, Hydrogen α, X-Ray, Astrophoto, Sky Map, Articles and images